# Porte-de-Seine
Porte-de-Seine – gmina we Francji, w regionie Normandia, w departamencie Eure. W 2013 roku liczba ludności wynosiła 224 mieszkańców. 
Gmina została utworzona 1 stycznia 2018 roku z połączenia dwóch ówczesnych gmin: Porte-Joie oraz Tournedos-sur-Seine. Siedzibą gminy została miejscowość Porte-Joie. 